# Tokod
Tokod is een plaats (nagyközség) en gemeente in het Hongaarse comitaat Komárom-Esztergom. Tokod telt 4317 inwoners (2001).